# 北薩沃區
北薩沃區（芬蘭語：Pohjois-Savo；按英语又习惯译为北薩沃尼亞區）是芬兰的十九个区之一，原隶属東芬蘭省，1997年前為庫奧皮奧省。2021年时面积为21,078平方公里，2021年6月人口248,179人。首府庫奧皮奧。

## 市镇
北萨沃区分为19个市镇，其中5个使用“城市”称呼（粗体字）。自2021年1月1日起原属南萨沃区的约罗伊宁市镇加入北萨沃区。
- 伊萨尔米
- 约罗伊宁
- 卡维
- 凱泰萊
- 基烏魯韋西
- 庫奧皮奧
- 拉平拉赫蒂
- 萊佩維爾塔
- 皮耶拉韋西
- 勞塔蘭皮
- 勞塔瓦拉
- 錫林耶爾維
- 松卡耶爾維
- 蘇奧嫩約基
- 泰爾沃
- 圖斯涅米
- 瓦爾考斯
- 韋桑托
- 维耶雷迈